# ADO Den Haag in het seizoen 2020/21 (vrouwen)
Het seizoen 2020/2021 was het 14e jaar in het bestaan van de Haagse vrouwenvoetbalclub ADO Den Haag. De club kwam uit in de Eredivisie en eindigde op de vierde plaats. In het toernooi om de KNVB beker reikte de ploeg tot de finale. Hierin was PSV te sterk met 1–0. De Eredivisie Cup werd afgesloten op de zevende plaats.

## Wedstrijdstatistieken

### Eredivisie
|       | Ajax  | Alkmaar | Excelsior | sc Heerenveen | PEC Zwolle | PSV   | FC Twente |
| ----- | ----- | ------- | --------- | ------------- | ---------- | ----- | --------- |
| Thuis | 0 – 3 | 2 – 2   | 1 – 0     | 3 – 1         | 3 – 0      | 1 – 1 | 0 – 0     |
| Uit   | 1 – 0 | 1 – 4   | 2 – 2     | 3 – 3         | 1 – 0      | 1 – 0 | 0 – 2     |

#### Kampioensgroep
|       | Ajax  | PSV   | FC Twente |
| ----- | ----- | ----- | --------- |
| Thuis | 3 – 5 | 0 – 2 | 1 – 1     |
| Uit   | 2 – 0 | 6 – 2 | 1 – 0     |

### KNVB beker
| Kwartfinale                                                          | Excelsior                                | 0 – 4 (0 – 2) | ADO Den Haag                                                                       |
| 5 februari 2021 Aanvangstijd: 19.30 uur Plaats: Rotterdam Woudestein |                                          |               | 7' Shanique Dessing 29' Jaimy Ravensbergen 66' Jannette van Belen 85' Anne Sellies |
| Halve finale                                                         | FC Twente                                | 2 – 3 (1 – 1) | ADO Den Haag                                                                       |
| 17 april 2021 Aanvangstijd: 16.30 uur Plaats: Enschede Het Diekman   | Anna-Lena Stolze 21' Rieke Dieckmann 51' |               | 45+1' Jannette van Belen 63' Liz Rijsbergen 81' Nikki IJzerman                     |
| Finale                                                               | ADO Den Haag                             | 0 – 1 (0 – 1) | PSV                                                                                |
| 5 juni 2021 Aanvangstijd: 20.00 uur Plaats: Almere Yanmar Stadion    |                                          |               | 37' Joëlle Smits                                                                   |

### Eredivisie Cup
| Eerste ronde                          | ADO Den Haag                                                    | 2 – 0 (0 – 0) | sc Heerenveen                      |
| Plaats: Den Haag Cars Jeans Stadion   | Eline Koster 51' Anne Sellies 84'                               |               |                                    |
| Tweede ronde                          | PEC Zwolle                                                      | 3 – 0 (1 – 0) | ADO Den Haag                       |
| Plaats: Zwolle Sportpark Be Quick '28 | Jassina Blom 33', 49' Jill Diekman 90+4'                        |               |                                    |
| Derde ronde                           | ADO Den Haag                                                    | 3 – 1 (1 – 0) | VV Alkmaar                         |
| Plaats: Den Haag Cars Jeans Stadion   | Jaimy Ravensbergen 20', 90+3' Shanique Dessing 57'              |               | 49' Chimera Ripa                   |
| Vierde ronde                          | PEC Zwolle                                                      | 3 – 2 (0 – 2) | ADO Den Haag                       |
| Plaats: Zwolle Sportpark Be Quick '28 | Jassina Blom 69', 84' Naomi Hilhorst 84'                        |               | 26' (pen.), 37' Jannette van Belen |
| Vijfde ronde                          | ADO Den Haag                                                    | 4 – 1 (2 – 1) | Excelsior                          |
| Plaats: Den Haag Cars Jeans Stadion   | Eline Koster 4', 75' Manon van Raaij 9' Pleun Raaijmakers 90+2' |               | 6' (e.d.) Priscilla Mesker         |

## Statistieken ADO Den Haag 2020/2021

### Eindstand ADO Den Haag in de Nederlandse Eredivisie Vrouwen 2020 / 2021
| Stand | Gespeeld | Gewonnen | Gelijk | Verloren | Punten | Doelpunten voor | Doelpunten tegen | Gele kaarten | Rode kaarten |
| ----- | -------- | -------- | ------ | -------- | ------ | --------------- | ---------------- | ------------ | ------------ |
| 4e    | 14       | 5        | 5      | 4        | 20     | 21              | 16               | 19           | 0            |

### Eindstand ADO Den Haag in de kampioensgroep 1–4 2020 / 2021
| Stand | Gespeeld | Gewonnen | Gelijk | Verloren | Punten | Doelpunten voor | Doelpunten tegen | Gele kaarten | Rode kaarten |
| ----- | -------- | -------- | ------ | -------- | ------ | --------------- | ---------------- | ------------ | ------------ |
| 4e    | 6        | 0        | 1      | 5        | 11     | 6               | 17               | 6            | 1            |

### Topscorers
| #      | Naam               | Goal |
| ------ | ------------------ | ---- |
| 1.     | Jaimy Ravensbergen | 7    |
| 2.     | Gwyneth Hendriks   | 5    |
| 3.     | Liz Rijsbergen     | 4    |
| 4.     | Nadine Noordam     | 3    |
| 5.     | Jannette van Belen | 2    |
| 5.     | Shanique Dessing   | 2    |
| 7.     | Kayra Nelemans     | 1    |
| 7.     | Manon van Raaij    | 1    |
| 7.     | Anne Sellies       | 1    |
| Totaal | Totaal             | 27   |

| #      | Naam               | Goal |
| ------ | ------------------ | ---- |
| 1.     | Jannette van Belen | 2    |
| 2.     | Shanique Dessing   | 1    |
| 2.     | Jaimy Ravensbergen | 1    |
| 2.     | Liz Rijsbergen     | 1    |
| 2.     | Anne Sellies       | 1    |
| 2.     | Nikki IJzerman     | 1    |
| Totaal | Totaal             | 7    |

| #      | Naam               | Goal |
| ------ | ------------------ | ---- |
| 1.     | Eline Koster       | 3    |
| 2.     | Jannette van Belen | 2    |
| 2.     | Jaimy Ravensbergen | 2    |
| 4.     | Shanique Dessing   | 1    |
| 4.     | Manon van Raaij    | 1    |
| 4.     | Pleun Raaijmakers  | 1    |
| 4.     | Anne Sellies       | 1    |
| Totaal | Totaal             | 11   |

### Kaarten
| #      | Naam               | Kreeg geel |
| ------ | ------------------ | ---------- |
| 1.     | Annouk Boshuizen   | 4          |
| 2.     | Jannette van Belen | 3          |
| 2.     | Gwyneth Hendriks   | 3          |
| 2.     | Eline Koster       | 3          |
| 2.     | Pleun Raaijmakers  | 3          |
| 2.     | Liz Rijsbergen     | 3          |
| 7.     | Nadine Noordam     | 2          |
| 8.     | Kayra Nelemans     | 1          |
| 8.     | Jaimy Ravensbergen | 1          |
| 8.     | Anne Sellies       | 1          |
| 8.     | Bo Vonk            | 1          |
| Totaal | Totaal             | 25         |

| #      | Naam              | Kreeg voor de tweede keer geel en dus rood |
| ------ | ----------------- | ------------------------------------------ |
| 1.     | Pleun Raaijmakers | 1                                          |
| Totaal | Totaal            | 1                                          |

| #      | Naam           | Weggestuurd |
| ------ | -------------- | ----------- |
| –      | Geen speelster | 0           |
| Totaal | Totaal         | 0           |

## Voetnoten
ADO Den Haag · 
Ajax · 
VV Alkmaar · 
Excelsior · 
sc Heerenveen · 
PEC Zwolle · 
PSV · 
FC Twente